# Tanya Reinhart
Tanya Reinhart, (in ebraico טניה ריינהרט‎? (Haifa, luglio 1943 – New York, 17 marzo 2007), è stata una linguista, scrittrice, docente e attivista per la pace israeliana, considerata una antisionista radicale che ha spesso pubblicato articoli sul conflitto israeliano-palestinese nel quotidiano israeliano Yediot Aharonot,  in CounterPunch e Znet, nel sito israeliano Indymedia.

## Biografia
Reinhart nacque nel 1943 ad Haifa nel Mandato di Palestina e cresciuta da sua madre. Studiò filosofia e letteratura ebraica all'Università Ebraica di Gerusalemme, dove in seguito conseguì un Master in letteratura e filosofia comparata. Nel 1976 ottenne il Ph.D. in linguistica presso il Massachusetts Institute of Technology. Il suo supervisore della tesi era Noam Chomsky. Era attiva nella Lega della Gioventù Comunista, seguendo le orme di sua madre.
Reinhart fu professore di linguistica e teoria letteraria all'Università di Tel-Aviv. Insegnò quindi al MIT, alla Columbia University e all'Università di Parigi, fu anche docente ospite alla Duke University. Mantenne legami con l'Università di Utrecht per 15 anni. Dopo aver perso il posto all'Università di Tel Aviv, decisione che lei attribuiva a vessazioni burocratiche, decise di lasciare Israele. Prima di morire affermò che anche l'attacco israeliano al Libano nel 2006 e alla Striscia di Gaza influenzarono la sua decisione. Dopo essersi stabilita negli Stati Uniti nel 2006, le fu offerto un incarico di insegnamento come Global Distinguished Professor presso la New York University (NYU).
Morì di ictus nel sonno il 17 marzo 2007 a New York City. Aveva 63 anni. Fu sepolta in Israele.

## Attività professionale
Reinhart si specializzò nelle relazioni tra significato e contesto, sintassi e sistemi sonori. Noam Chomsky ha descritto i suoi contributi nel campo della linguistica come "originali e molto influenti", in particolare per quanto riguarda "la struttura e le operazioni sintattiche, la dipendenza referenziale, i principi della semantica lessicale e le loro implicazioni per l'organizzazione sintattica, gli approcci unificati alla linguistica incrociata". Ed anche "l'interpretazione semantica di strutture complesse che superficialmente sembrano variare ampiamente, la teoria dell'accento e dell'intonazione, sistemi di analisi efficienti, l'interazione di calcoli interni con il pensiero e i sistemi sensomotori, il design ottimale come principio fondamentale del linguaggio".
Il lavoro accademico di Reinhart si estendeva comunque ben oltre la linguistica, fino a occuparsi di teoria letteraria, mass media, propaganda e altri elementi fondamentali della cultura intellettuale. Chomsky ha notato che l'attivismo di Reinhart non si limitava alle parole e che lei era spesso "in prima linea nella resistenza diretta ad azioni intollerabili, un'organizzatrice e una partecipante, una posizione che non si può rispettare abbastanza". Commentando la sua morte, scrisse che Reinhart sarebbe stato ricordato "non solo come un difensore risoluto e onorevole dei diritti dei palestinesi, ma anche come uno di coloro che hanno lottato per difendere l'integrità morale della propria società israeliana, e la sua speranza per una sopravvivenza dignitosa".

## Attivismo politico
Reinhart fu una critica schietta sia dell'invasione e dell'occupazione del Libano da parte di Israele, sia della sua occupazione dei territori palestinesi dopo il 1967; arrivò a considerare l'occupazione dei territori palestinesi peggiore dell'apartheid. È stata attiva nell'organizzazione di campagne di solidarietà con i suoi colleghi palestinesi dell'Università Bir Zeit. La sua posizione era che Israele dovesse abbandonare la Cisgiordania e Gaza:
Reinhart sottolineò che il ritiro immediato avrebbe comunque lasciato ancora in discussione tra il 6 e il 10% della Cisgiordania con i grandi blocchi di insediamenti e sostenne che la questione di Gerusalemme e il diritto al ritorno avrebbero dovuto essere oggetto di "seri negoziati di pace”.
Nel 2002 Reinhart fu pesantemente criticata in Israele per aver firmato una petizione europea che chiedeva una moratoria sul sostegno europeo al mondo accademico israeliano in segno di protesta contro le politiche israeliane palestinesi. Espresse simpatia e comprensione per i suoi colleghi che si erano opposti a tali misure, ma puntualizzò sul fatto che:
Lo stesso anno pubblicò anche un libro, Israele/Palestina: come porre fine alla guerra del 1948, in cui analizzava quello che vedeva come il crollo durante i tre anni precedenti di impegno costruttivo sulla questione palestinese e l’irrigidimento dell’opposizione israeliana. 
Reinhart tenne la Said Memorial Lecture del 2006 presso l'Università di Adelaide. Dicendo che non poteva più vivere in Israele a causa del trattamento riservato ai palestinesi nei territori occupati, Reinhart si trasferì a New York nel dicembre 2006.

## Vita privata
Tanya Reinhart era sposata con il poeta e traduttore israeliano Aharon Shabtai. Reinhardt era un'antisionista ed era considerata più radicale nelle sue opinioni politiche rispetto a molti altri attivisti di sinistra.

## Opere
- Israel/Palestine: How to End the War of 1948, New York, Seven Stories Press, 2002 ISBN 1-58322-538-2
- The Road Map to Nowhere: Israel/Palestine Since 2003, New York, Verso Books, 2006 ISBN 1-84467-076-7

### Linguistica (selezione)
- 1976 - The Syntactic Domain of Anaphora. dissertazione per il Ph.D., MIT
- 1983 - Anaphora and Semantic Interpretation, Londra, Croom Helm
- 1993 - "Reflexivity" (con Eric Reuland). Linguistic Inquiry
- 1993 - "The innateness of binding and coreference" (con Yosef Grodzinsky). Linguistic Inquiry
- 1995 - "Interface strategies". OTS Working Papers in Linguistics
- 1997 - "Quantifier scope: how labor is divided between QR and choice functions". Linguistics and Philosophy
- 1998 - "Scrambling and the PF interface" (con Ad Neeleman). In: W. Cobler & M. Butt (eds.), Projecting from the Lexicon. Stanford: CSLI
- 1998 - "Wh-in-situ in the framework of the minimalist program". Natural Language Semantics
- 2000 - "Strategies of anaphora resolution". In: H. Bennis, M. Everaert & E. Reuland (eds.), Interface Strategies
- 2002 - "The Theta System: An overview". Theoretical Linguistics
- 2006 - Interface Strategies: Reference-set Computation, Cambridge, MA: MIT Press